# Acanalonia grandicella
Acanalonia grandicella är en insektsart som beskrevs av Doering 1932. Acanalonia grandicella ingår i släktet Acanalonia och familjen Acanaloniidae. Inga underarter finns listade i Catalogue of Life.